# Quốc kỳ Guinée

Quốc kỳ Guinée

Quốc kỳ Guinée (tiếng Pháp: Drapeau de la Guinée) với ba vạch đứng đỏ - vàng - Lục đều nhau.
Quốc kỳ Guinea được thông qua vào ngày 10 tháng 11 năm 1958.

## Thiết kế
Những màu sắc của lá cờ được chuyển thể từ những bức ảnh của Rassemblement Démocratique Africain, phong trào chiếm ưu thế vào thời độc lập. Những màu sắc này lần lượt xuất phát từ những bức ảnh của Ghana, lần đầu tiên được thông qua vào năm 1957. Sekou Toure, Tổng thống đầu tiên của Guinea, là một cộng sự chặt chẽ của Kwame Nkrumah, cựu chủ tịch của Ghana.

## Màu sắc
Màu đỏ tượng trưng cho máu của những vị tử đạo đã chết vì chế độ nô lệ và chiến tranh, màu vàng tượng trưng cho mặt trời và của cải của đất nước, và làm xanh thảm thực vật của đất nước. Phù hợp với các lá cờ khác trong khu vực, màu sắc của màu đỏ, vàng và xanh của phong trào Pan-Phi được sử dụng.
Là một thuộc địa của Pháp, không phải ngẫu nhiên mà thiết kế là một màu ba màu. Các màu sắc của lá cờ từ trái sang phải là ngược lại của lá cờ của Mali. Cờ của Rwanda, có thiết kế được lấy cảm hứng từ lá cờ của Vương quốc Rwanda, có một chiếc R lớn màu đen để làm cho nó có thể phân biệt được với lá cờ gần giống hệt Guinea.